# The Whole Story
Pour un article plus général, voir Discographie et vidéographie de Kate Bush.
Albums de Kate Bush
Hounds of Love
(1985) The Sensual World
(1989)
Singles
1. Experiment IV
Sortie : 27 octobre 1986

The Whole Story est une compilation par l'auteure-compositrice-interprète Kate Bush de ses cinq premiers albums studios.
Sortie en novembre 1986, ce fut son troisième album à atteindre le numéro 1 des ventes au Royaume-Uni. La compilation est ensuite devenue son plus grand succès commercial à ce jour, certifiée quatre fois disque de platine au Royaume-Uni.
L’album comprend onze des précédents singles de Kate Bush, ainsi qu'un titre inédit intitulé Experiment IV, qui avait été publié en tant que single et avait atteint le Top 30 au Royaume-Uni. Le tout premier single de Kate Bush, Wuthering Heights (1978), dont la partie vocale a été réenregistrée pour l'occasion, ouvre l’album. La version "album" de The Man with the Child in His Eyes (The Kick Inside, 1978) figure sur la compilation, au lieu de la version sortie en single.
Une compilation de vidéos du même nom a été publiée simultanément, composée de vidéos promotionnelles pour chaque chanson de l’album.
En 2014, lors du spectacle Before the Dawn de Kate Bush au Hammersmith Apollo à Londres, l'album s'est classé numéro 8 des ventes au Royaume-Uni.

## Liste des pistes
Toutes les chansons sont écrites par Kate Bush.
| 1.    | Wuthering Heights (nouvelle piste vocale) | The Kick Inside | 4:57 |
| 2.    | Cloudbusting                              | Hounds of Love  | 5:09 |
| 3.    | The Man with the Child in His Eyes        | The Kick Inside | 2:38 |
| 4.    | Breathing                                 | Never for Ever  | 5:28 |
| 5.    | Wow                                       | Lionheart       | 3:46 |
| 6.    | Hounds of Love                            | Hounds of Love  | 3:02 |
| 7.    | Running Up that Hill                      | Hounds of Love  | 5:00 |
| 8.    | Army Dreamers                             | Never for Ever  | 3:13 |
| 9.    | Sat in Your Lap                           | The Dreaming    | 3:29 |
| 10.   | Experiment IV                             | Inédit          | 4:21 |
| 11.   | The Dreaming                              | The Dreaming    | 4:14 |
| 12.   | Babooshka                                 | Never for Ever  | 3:29 |
| 48:53 |                                           |                 |      |

## Personnel
- Kate Bush – claviers, voix, production
- Ian Cooper – ingénieur
- Jon Kelly – producteur
- Andrew Powell – producteur

## Certifications et ventes
| Région                  | Certification | Ventes    |
| ----------------------- | ------------- | --------- |
| Belgique (BEA)          | Or            | 25 000    |
| Canada (Music Canada)   | Or            | 50 000    |
| Allemagne (BVMI)        | Or            | 250 000   |
| Nouvelle-Zélande (RMNZ) | Or            | 7 500     |
| Royaume-Uni (BPI)       | 4× Platine    | 1 200 000 |
| États-Unis (RIAA)       | —             | 195 000   |
| Récapitulatif           |               |           |
| Monde entier            | —             | 6 000 000 |